# Faceci i laleczki
 Faceci i laleczki (ang. Guys and Dolls) – amerykański film muzyczny z 1955 roku w reżyserii Josepha L. Mankiewicza na podstawie noweli The Idyll of Miss Brown Damona Runyona oraz musicalu Guys and Dolls Jo Swerling i Abe'a Burrowsa.

## Obsada
- Marlon Brando jako Sky Masterson
- Jean Simmons jako Sarah Brown
- Frank Sinatra jako Nathan Detroit
- Vivian Blaine jako Panna Adelaide
- Stubby Kaye jako Nicely-Nicely Johnson
- Robert Keith jako porucznik Brannigan
- Sheldon Leonard jako Harry the Horse
- Regis Toomey jako Arvide Abernathy
- B.S. Pully jako Big Jule

## Nagrody i nominacje
Nagroda Akademii Filmowej
- nominacja: Najlepsza muzyka w musicalu – Jay Blackton, Cyril J. Mockridge
- nominacja: Najlepsza scenografia - filmy kolorowe – Howard Bristol, Joseph C. Wright, Oliver Smith
- nominacja: Najlepsze kostiumy - filmy kolorowe – Irene Sharaff
- nominacja: Najlepsze zdjęcia - filmy kolorowe – Harry Stradling Sr.

Złoty Glob
- Najlepsza film komediowy lub musical
- Najlepsza aktorka w filmie komediowym lub musicalu – Jean Simmons

BAFTA
- nominacja: Najlepsza aktorka zagraniczna – Jean Simmons
- nominacja: Najlepszy film z jakiegokolwiek źródła

Amerykańska Gildia Scenarzystów
- nominacja: Najlepszy scenariusz musicalu – Joseph L. Mankiewicz